# 長佳機電工程
25°03′23.6″N 121°36′47.7″E / 25.056556°N 121.613250°E
長佳機電工程股份有限公司（簡稱長佳機電工程、長佳機電）（Ghang Jia M & E Engineering CoRp.），是一間甲級機電工程執照承商公司。

## 沿革
長佳機電工程(股)公司設立於1993年，經過多年成長淬煉，已成為國內真正專業的機電工程整合公司。2015年更正
式成為中華民國上櫃公司之一員。二十多年來陸續承攬商辦、五星級酒店以及高科技廠房機電興建工程，業主遍佈各大
產業，諸如中國人壽、遠百板橋購物中心、正達國際光電、台積電、康寧玻璃、日月光光、義大醫院、大立光電、宜華
國際觀光飯店、長榮空廚、長榮航空、星宇航空、台灣肥料及台中商銀等等。在運動產業工程方面，承攬新北中和國民
運動中心、新北土城國民運動中心以及2017台北世大運林口選手村等設計興建統包公共工程，不論是民間工程或公共工
程，擁有絕對優勢，統包工程案更是屢獲國際大獎殊榮。
除機電整合工程本業外，為支持台灣運動及朝多角化經營目標邁進，董事長王才翔於2013年成立長佳開發(股)公司
，參與各縣市政府國民運動中心以及各級學校體育場館委外經營管理Operation Transfer (OT)。目前負責營運管理的已
有國立臺北教育大學泳健館，新北市中和、板橋及臺北市中正、新北市新店、桃園市蘆竹五座國民運動中心以及臺北市
和平籃球館經營管理權。
- 2011年：取得臺北教育大學游泳池營運管理權，並於3月份開幕對外營運。
- 2012年：取得中和國民運動中心和板橋國民運動中心之經營管理權, 遠百板橋購物中心電氣、給排水及消防工程完工。
- 2013年：東方文華酒店完工。
- 2015年：長佳機電工程股份有限公司以每股新台幣50元在台灣櫃買中心登錄上櫃交易（櫃檯中心：4550）[1]。
- 2016年：臺北市中正運動中心於四月正式營運。
- 2017年：取得臺北市和平國小附屬籃球館營運管理權並於10月27日正式對外營運。取得臺中市捷運G03站暨行政大樓共構區段標案。取得台肥南港C2旅館暨辦公大樓工程標案。獲教育部體育署頒發「2017年運動企業認證標章」。獲行政院長頒發「第15屆民間參與公共建設金擘獎」。
- 2018年：取得新北市新店國民運動中心的經營權。取得桃園市蘆竹國民運動中心的經營權。長佳集團總部大樓完工並正式遷入辦公。取得臺中商銀總部大樓暨旅館新建機電工程標案。獲行政院長頒發「第16屆民間參與公共建設金擘獎」。
- 2019年：新北市林口國宅暨台北世大運選手村新建機電工程完工。

## 外部連結
- 長佳機電工程官網 （页面存档备份，存于）